# Oligoporus stipticus
Espèce
Oligoporus stipticus est une espèce de champignons basidiomycètes de la famille des Fomitopsidaceae (anciennement des Polyporaceae).
Ce champignon porte de nombreux noms vernaculaires : Polypore amer, blanchâtre ou styptique, Leptopore astringent ou blanchâtre.

## Systématique
Le nom correct complet (avec auteur) de ce taxon est Oligoporus stipticus (Pers.) Gilb. & Ryvarden, 1987.
L'espèce a été initialement classée dans le genre Boletus sous le basionyme Boletus stipticus Pers., 1801.
Oligoporus stipticus a pour synonymes :
- Bjerkandera acricula P.Karst., 1888
- Bjerkandera colliculosa P.Karst., 1890
- Bjerkandera stiptica (Pers.) P.Karst., 1882
- Boletus albidus Schaeff., 1774
- Boletus stipticus Pers., 1801
- Boletus stypticus Pers., 1801
- Leptoporus stipticus (Pers.) Quél., 1886
- Oligoporus stipticus (Pers.) Gilb. & Ryvarden, 1987
- Polyporus candidissimus Velen., 1922
- Polyporus dentatus Velen., 1922
- Polyporus fodinarum Velen., 1922
- Polyporus foetens Velen., 1922
- Polyporus fragilis Velen., 1922
- Polyporus immitis Peck, 1884
- Polyporus perdurus Velen., 1922
- Polyporus stipticus (Pers.) Fr., 1821
- Polystictus stipticus (Pers.) Bigeard & H.Guill., 1913
- Postia stiptica (Pers.) Jülich, 1982
- Spongiporus stipticus (Pers.) A.David, 1980
- Tyromyces carbonarius Murrill, 1912
- Tyromyces stipticus (Pers.) Kotl. & Pouzar, 1959

## Publication originale
- (en) R.L. Gilbertson et L. Ryvarden, North American Polypores : Abortiporus — Lindtneria, vol. 1, Oslo, Fungiflora, 1987, 885 p. (ISBN 9780945345060).